# 青衣 (選區)
青衣（英語：Tsing Yi，代號S1）是香港葵青區議會下轄的選區，2023年設立，定為雙議席選區。

## 範圍
現時選區包括青衣島，四周的選區有葵涌西、荃灣區議會的荃灣西北、荃灣東南選區與及離島區議會離島選區。
投票站設有十六個，分別位於地利亞（閩僑）英文小學、中華基督教會燕京書院、明愛聖若瑟中學、荃灣商會學校、東華三院吳祥川紀念中學、保良局世德小學、長青社區中心、美景花園自修室、青衣商會小學、青衣商會幼稚園、保良局陳溢小學、藍澄會、聖公會青衣主恩小學、長亨社區會堂、長發社區會堂、中華傳道會呂明才小學。

## 沿革
2023年香港選舉改革將區議會所有單議席選區取消，葵青定為三個雙議席選區，共選出六席民選議員。青衣選區由原有單議席的安灝、偉盈、青衣邨、翠怡、長青、長康、盛康、青衣南、長亨、青發、長安選區合併而成。
2023年區議會選舉，估算人口有179,581人，選民有121,789人，吸引到四人參選。

## 歷屆議員
| 選區名稱 | 屆別           | 議員   | 政治聯繫 | 政治聯繫 | 議員   | 政治聯繫 | 政治聯繫 |
| -------- | -------------- | ------ | -------- | -------- | ------ | -------- | -------- |
| 青衣     | 2024年－2027年 | 盧婉婷 |          | 民建聯   | 彭熠銘 |          | 工聯會   |

## 歷屆選舉結果
| 政党   | 政党   | 候选人    | 票数   | %      | ± |
| ------ | ------ | --------- | ------ | ------ | - |
|        | 經民聯 | ①. 萬子殷 | 2,285  | 6.37%  |   |
|        | 工聯會 | ②. 彭熠銘 | 7,591  | 21.17% |   |
|        | 獨立   | ③. 李旺東 | 3,205  | 8.94%  |   |
|        | 民建聯 | ④. 盧婉婷 | 22,775 | 63.51% |   |
| 多数票 | 多数票 | 多数票    | 15,184 |        |   |

## 資料來源
1. ↑   (PDF).   [2023年8月23日]. （原始内容 (PDF)存档于2023年10月20日） （繁体中文）.
2. ↑   (PDF).   [2023年11月17日].
3. ↑   (PDF). 選舉管理委員會. 2023-07-11  [2023-08-23]. （原始内容存档 (PDF)于2023-10-14）.
4. ↑   (PDF).   [2023-11-20]. （原始内容存档 (PDF)于2023-11-17）.
5. ↑   (PDF).   [2023-08-23]. （原始内容存档 (PDF)于2023-10-11）.
6. ↑   (PDF).   [2023-11-17]. （原始内容存档 (PDF)于2023-12-03）.